# هارولد إدواردز
هارولد إدواردز هو عسكري كندي، ولد في 24 ديسمبر 1892 في Chorley ‏ في المملكة المتحدة، وتوفي في 23 فبراير 1952 في سكوتسديل في الولايات المتحدة.